# Paul Stevens
Pour les articles homonymes, voir Stevens.
Paul Stevens est un acteur américain né le 17 janvier 1921 à Los Angeles, Californie (États-Unis), décédé le 4 juin 1986 à New York (New York).

## Filmographie
- 1959 : The Turn of the Screw (TV) : Peter Quint
- 1960 : Exodus : Reuben
- 1961 : Les Yeux de l'enfer (The Mask) : Doctor Allan Barnes
- 1962 : Tempête à Washington (Advise & Consent) : Lewis Newborn
- 1965 : Hercules and the Princess of Troy (TV) : Diogenes
- 1965 : The Nurses (série télévisée) : Dr. Paul Fuller (unknown episodes)
- 1967 : Les Mystères de l'Ouest (The Wild Wild West), (série TV) - Saison 3 épisode 6, La Nuit du Samouraï (The Night of the Samurai), de Gunnar Hellström : Gideon Falconer
- 1969 : La Valse des truands (Marlowe) de Paul Bogart : Dr. Vincent Lagardie
- 1970 : Patton : Lt. Col. Charles R. Codman
- 1972 : Corky, un adolescent pas comme les autres : Tobin Hayes
- 1972 : Melinda : Mitch
- 1972 : Rage : Col. William Franklin
- 1973 : La Bataille de la planète des singes (Battle for the Planet of the Apes) : Mendez
- 1974 : Get Christie Love! (TV) : Enzo Cortino
- 1974 : The Black Six (en) de Matt Cimber : Det. Octavias
- 1976 : Law of the Land (TV) : Dwight Canaway
- 1977 : In the Glitter Palace (TV) : Merrill
- 1964 : Another World (série télévisée) : Brian Bancroft (unknown episodes, 1977-1986)